# Frankfort (Ohio)

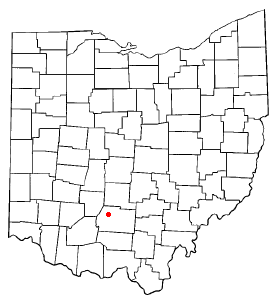
Frankfort na planie stanu Ohio

Frankfort – wieś w USA, w stanie Ohio, w Hrabstwie Ross.
Liczba mieszkańców w 2010 roku wynosiła 1 064, a w roku 2012 – 1 065.

## Galeria

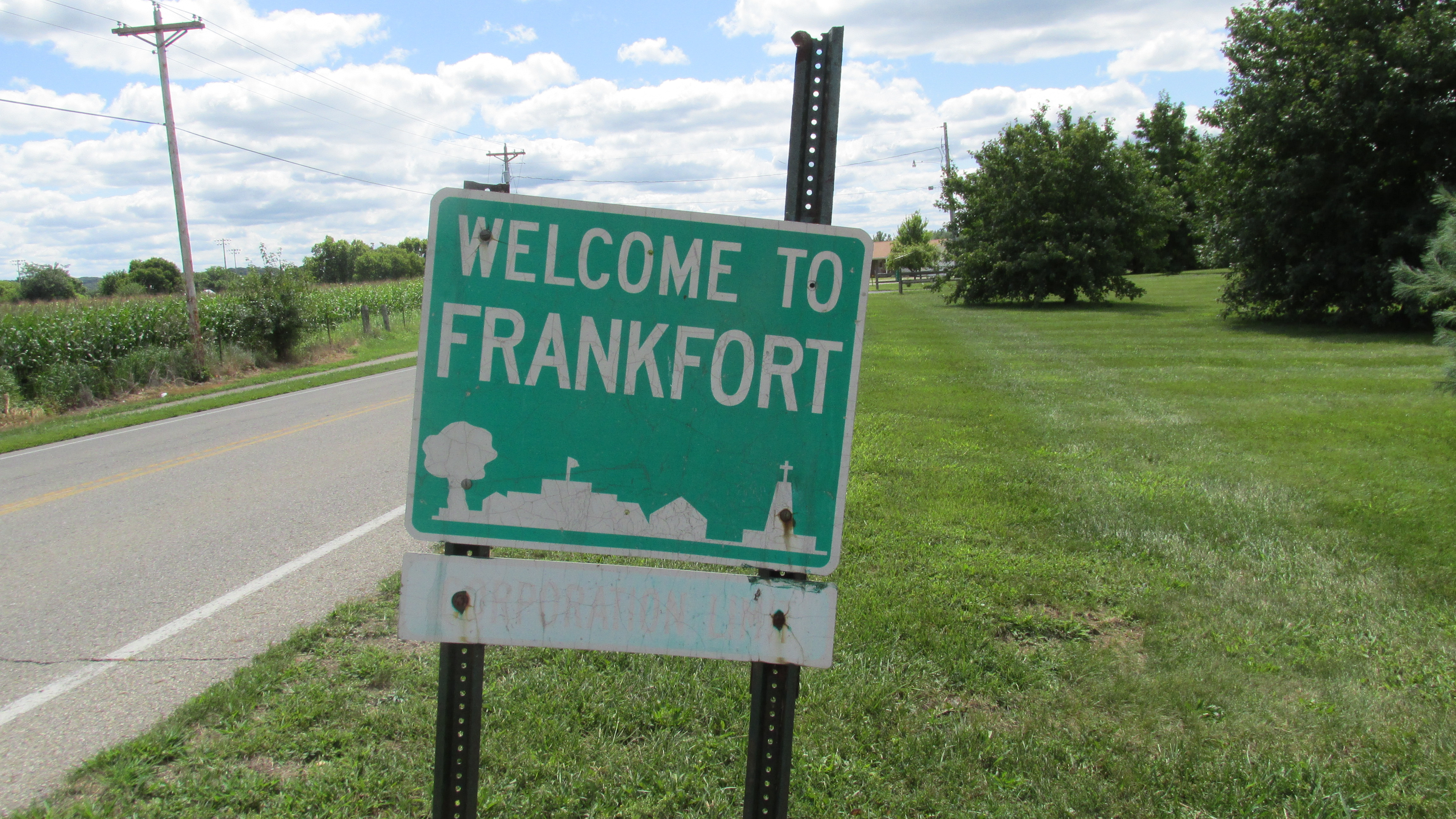
Tablica informująca.
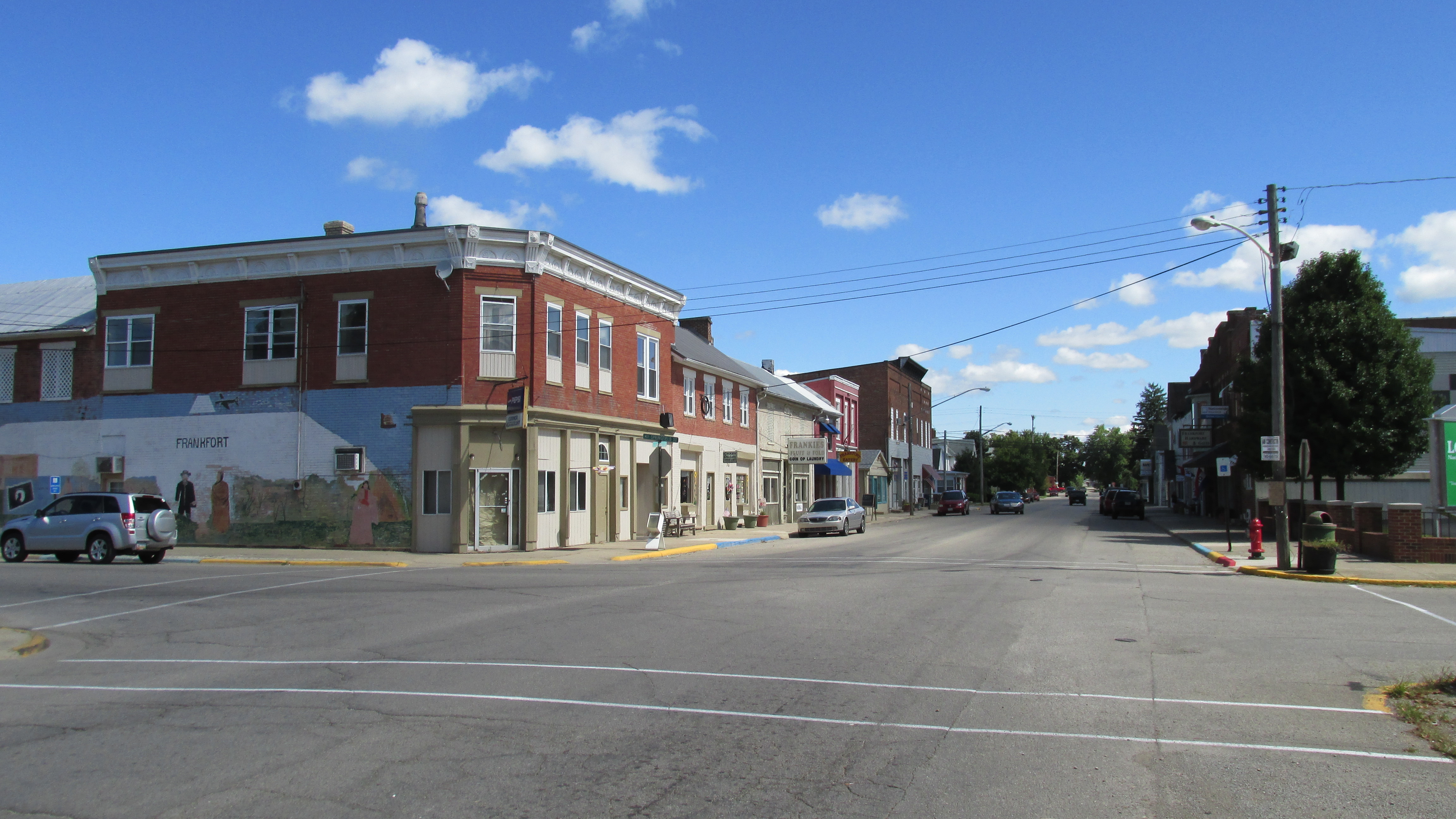
Skrzyżowanie ulic we Frankforcie.
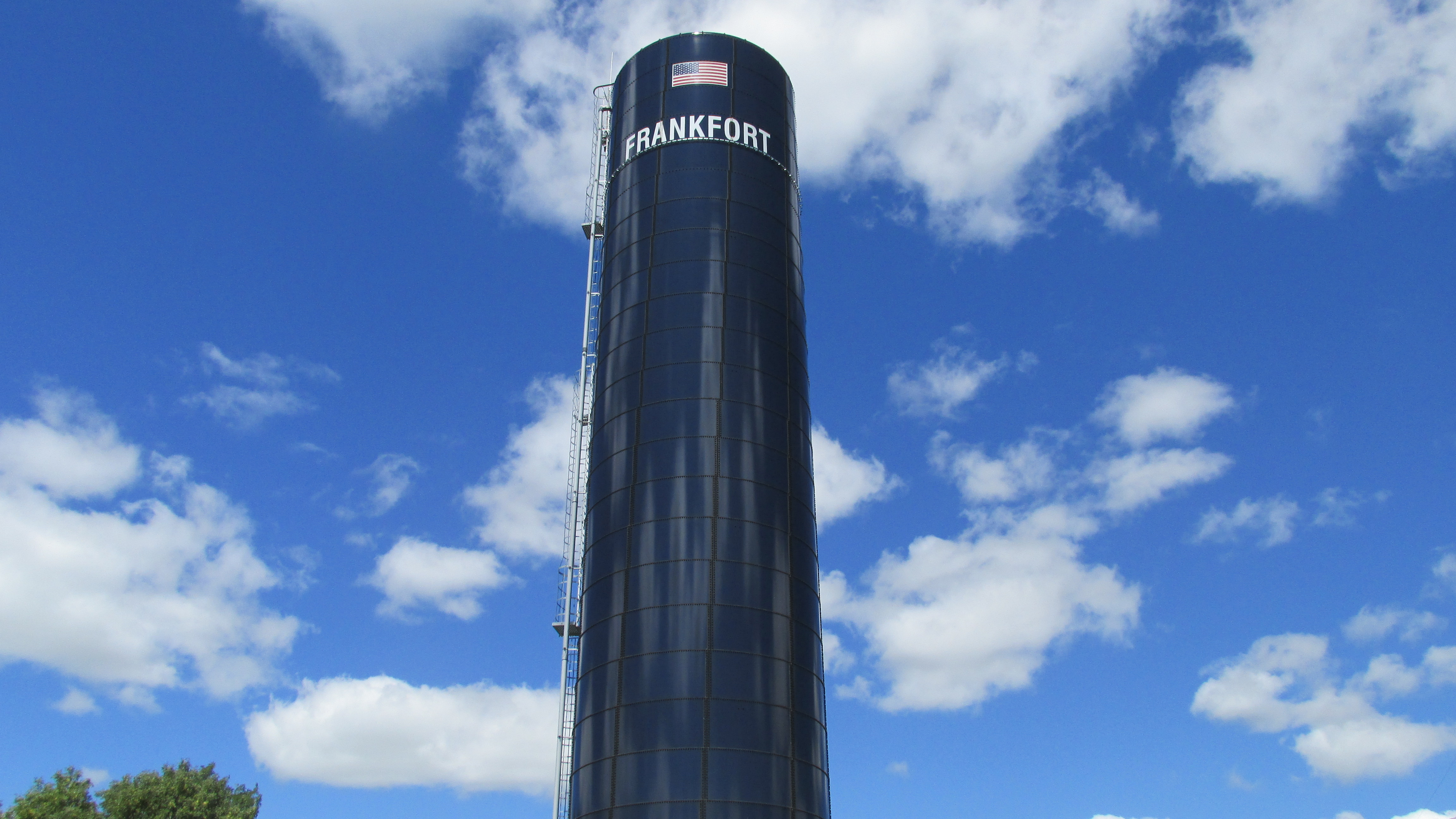
Wieża ciśnień we Frankforcie.
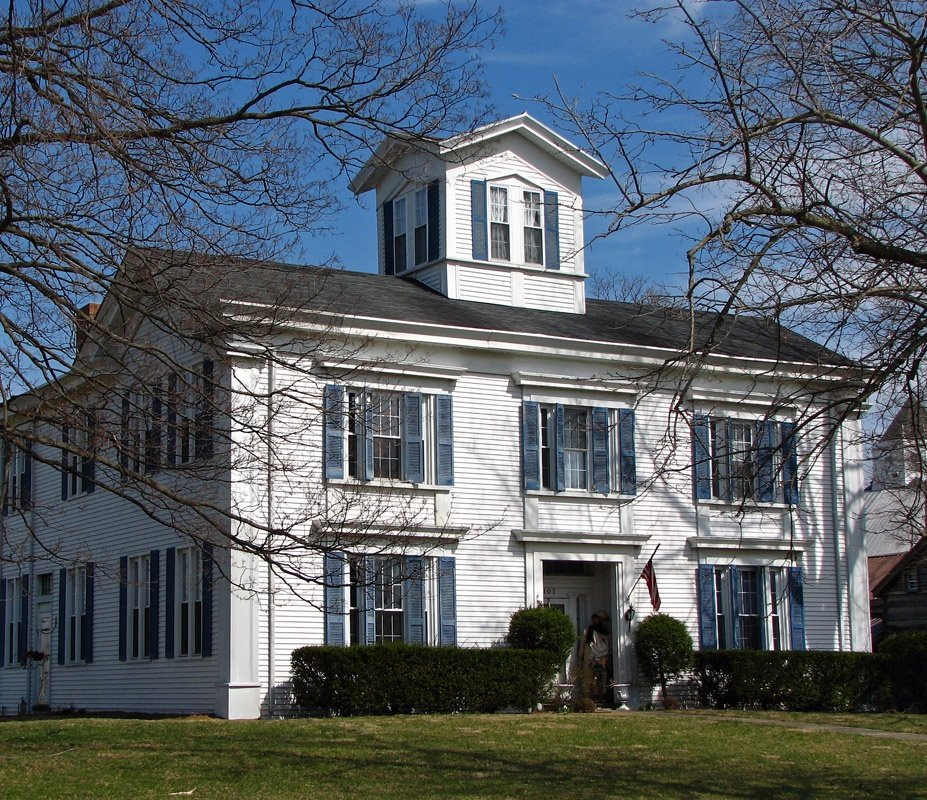
Dom we Frankforcie.
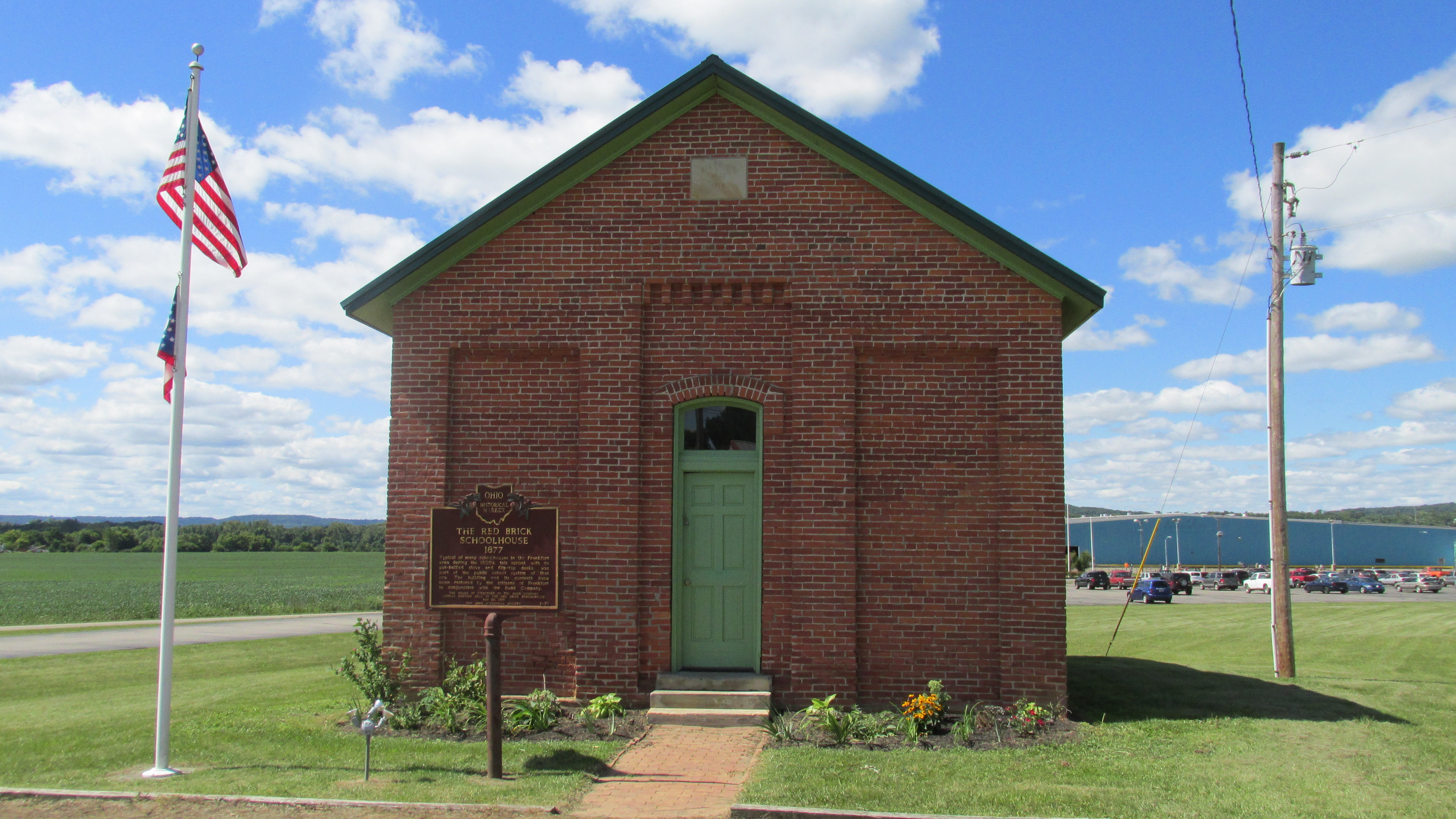
Budynek szkoły zbudowany w 1877, we Frankforcie.